# Margot Adler
Pour les articles homonymes, voir Adler.
Margot Susanna Adler (16 avril 1946 - 28 juillet 2014) était une journaliste et autrice américaine.

## Biographie
Elle rejoint la National Public Radio (NPR) en 1979 comme journaliste généraliste, ensuite cheffe de rédaction du bureau de New York et correspondante politique et culturelle. Ses reportages portent sur le Ku Klux Klan, l’épidémie de SIDA, les attaques du 11 septembre et le phénomène Harry Potter. De 1999 à 2008, Adler anime le programme radiophonique Justice Talking, retransmis sur NPR hebdomadairement, et participe régulièrement à All Things Considered et Morning Edition.
Elle compte parmi les adeptes de la religion païenne Wicca en qualité de Haute-Prêtresse, et en 1979 publie Drawing Down the Moon: Witches, Druids, Goddess-Worshippers, and Other Pagans in America Today, un document sur les mouvements païens. Parmi ses autres publications, Heretic’s Heart, a Journey through Spirit, ses mémoires de 1997, et Revolution and Vampires Are Us: Understanding Our Love Affair with the Immortal Dark Side, publié en 2014.
Adler meurt d'un cancer le 28 juillet 2014, à 68 ans.